# Рашау
Рашау (нем. Raschau) — посёлок в Германии, в земле Саксония. Подчинён административному округу Кемниц. Входит в состав района Рудные Горы (район Германии). Население 4090 чел. Занимает площадь 21,20 км². Официальный код — 14 1 91 250.
Община подразделяется на 2 сельских округа. 1 января 2008 года объединился с деревней Маркерсбах в Рашау-Маркерсбах.

## История

### Исторический обзор
Первое документальное упоминание о Рашау относится к 1240 году, когда он был подарен вместе с девятью окрестными деревнями монастырю Грюнхайн. Рашау был основан, предположительно, франкскими фермерами из Майна несколько раньше, возможно, во второй половине XII века. Он был построен как типичная лесная усадебная деревня (Вальдхуфендорф). Первая мельница, должно быть, появилась вскоре после этого, поскольку уже в 1240 году в документе упоминается сегодняшняя Зюс-Мюле. В 1401 году впервые упоминается металлургический завод в Рашау. Во времена Реформации появились первые источники, в которых упоминаются жители деревни, и в 1531 году, помимо 30 землевладельцев, в исторических записях упоминаются девять крестьян и батраков, чьи фамилии до сих пор можно встретить в деревне, среди них Тойбнер, Нойберт и Фикер.
XVII век в Рашау ознаменовался двумя катастрофами: Тридцатилетней войной и чумой, которая в последний раз поразила деревню в 1680 году.
В последующие годы Рашау развивался довольно успешно: помимо процветающей горнодобывающей промышленности на месторождениях вокруг общины, здесь также занимались плетением кружев, и население значительно увеличилось. В первой половине XIX века оно достигло 2000 человек. Вторая половина того же века характеризовалась индустриализацией. Первая пробковая фабрика в деревне, основанная в 1859 году Вильгельмом Меркелем, была продуктом этой эпохи. В 1889 году в общине была построена железнодорожная линия Шварценберг — Аннаберг, и всё больше жителей Рашауэра зарабатывали на жизнь, работая на фабриках. История деревни в XX веке была такой же, как и в других деревнях Саксонии. Последние несколько лет характеризовались эмиграцией и безработицей.

### Тридцатилетняя война
Тридцатилетняя война не пощадила даже Рашау и его жителей. Особенно сильно деревня пострадала летом 1632 года, когда будущий фельдмаршал Генрих фон Хольк вторгся в Саксонию. 20 августа он со своими войсками достиг Рашау и сжёг металлургический завод наследников Эноха Пёккеля, который находился в нижней части Миттвайды, прямо на границе с Рашау. После нападения на металлургический завод Хольк приказал своим людям окружить деревню. С этой целью он направил 300 лошадей на Эммер, а ещё две группы с более чем 100 лошадьми — в восточную и южную части деревни, чтобы помешать — и убить — всех фермеров, которые попытаются сбежать. Летописец Рудных гор Кристиан Леманн (de) сообщает о боях между войсками Холька и жителями Рашау и Маркерсбаха, которые простирались от металлургического завода до Унтершайбе на «небольшую милю».
В церковных книгах обеих деревень есть сведения о потерях среди жителей этих деревень. В Рашау это были плотник Генрих Бах, Мартин Рудер и Пауль Вайхель, а также батрак Томаса Фикера, «все они были убиты в один день жадными до крови воинами императора, вторгшимися 20 августа». 24 августа 1632 года все четверо были похоронены на кладбище Рашау. О том, что не всех погибших удалось похоронить сразу, свидетельствует другая запись в церковной книге. Только 18 сентября был похоронен Рашауэр Генрих Хендель «(который также был застрелен противником 20 августа и впоследствии найден мёртвым 17 сентября на дороге снабжения недалеко от Кротендорфа в кустах пастухом)».
По мере того как война продолжалась, вражеские солдаты продолжали появляться в Рашау, и 5 августа 1633 года был похоронен Каспар Меркель, «убитый жадными до наживы императорскими солдатами в своём огороде». В 1640 году жена Петера Вайгеля Барбара и их дочь Маргарета погибли, убегая в лес от вторгшихся шведов, как и большинство жителей деревни. Одна замёрзла во время полёта, а другая потерялась, и её останки — «несколько костей и обрывки одежды» — были найдены лишь несколько месяцев спустя и похоронены. Из этих и других примеров становится ясно, в каких невыносимых условиях приходилось жить в то время. Только в конце XVII века Рашауэры смогли восстановить экономику, медленно оправляясь от последствий войны.

### Чума
После того как в 1632 году войска Холька совершили набег на деревню, в следующем году возникла ещё одна, гораздо более серьёзная угроза для жителей. Первым умершим от чумы в том году был Якоб Юнгханс. Это произошло не из-за отступающих войск, как обычно утверждают, а из-за того, что сам Якоб Юнгханс принёс в город Чёрную смерть. Он вернулся из поездки в Фрайберг в марте того года и умер через три дня. То, что последовало за этим, стало самой страшной эпидемией в истории деревни. К декабрю от чумы умерло в общей сложности 33 человека, среди них были целые семьи. Чтобы предотвратить дальнейшее распространение эпидемии, умерших стали хоронить не на кладбище, а в лесу.
Вторая волна чумы, охватившая Рашау в XVII веке, достигла деревни осенью 1640 года. По-видимому, её принесли солдаты, которые оставались в Рашау и его окрестностях во время отступления. На этот раз умерло 15 жителей Рашау. Сильнее всего пострадала семья Ганса Вайгеля. После того как пятеро его детей умерли в течение двух недель, в начале октября похоронили и его самого с женой.
В 1680 году в деревне произошла последняя вспышка чумы. В течение двух месяцев от неё умерло 32 жителя Рашауэра. Некоторых из умерших похоронили на кладбище, других — в лесу или на лугу. Чтобы не заразиться, ни священник, ни могильщик не хотели брать на себя работу по захоронению умерших, часто оставляя семьи жертв разбираться с этим самостоятельно. В худшем случае никто не хотел хоронить умерших, и поэтому Евфросину Нойберт, которая «умерла в приходском лесу» 23 сентября того года, «съели лисы и собаки». В середине октября чума исчезла из Рашау так же быстро, как и появилась.

## Обозначения
Ратуша, в которой сегодня также располагается административный центр Рашау-Маркерсбах-Пёла, была открыта 11 ноября 1907 года при тогдашнем мэре Максе Йегере.

### Герб
Как появился герб общины, точно неизвестно, поскольку ни один источник не может быть подтверждён. Однако герб можно описать следующим образом: на красном фоне серебряный конь, взбирающийся на холм с тремя вершинами (Dreiberg в немецкой геральдике) зелёного цвета. Вполне вероятно, что герб отсылает к истории Рашау как сельскохозяйственной деревни; однако также возможно, что герб указывает на происхождение названия «Росс-Ау» («Росс» — немецкое слово, означающее «лошадь» или «конь»). Однако сегодня эта версия считается маловероятной.